# Cell
Céll (англ. cell, клітина, комірка, стільник) — науковий, рецензований журнал, що публікує статті з усіх тем біології. Журнал Cell був заснований Бенджаміном Льюїном у 1974 році під егідою MIT Press. Зараз це один з найпопулярніших наукових журналів з біології, з 5-річним імпакт-фактором у 35,020. Виходить раз на два тижні видавництвом Cell Press (з 1986 року) та ScienceDirect (з 1998 року).
Теми журналу включають в себе такі біологічні дисципліни, як молекулярна біологія, біохімія, клітинна біологія, біологія розвитку, генетика, імунологія, мікробіологія, нейробіологія, вірусологія, біологія рослин та дослідження пухлин.